# Dorjulopirata dorjulanus
Dorjulopirata dorjulanus är en spindelart som beskrevs av Jan Buchar 1997. Dorjulopirata dorjulanus ingår i släktet Dorjulopirata och familjen vargspindlar.
Artens utbredningsområde är Bhutan. Inga underarter finns listade i Catalogue of Life.